# Атезолізумаб
Атезолізумаб (англ. Atezolizumab, лат. Atezolizumabum) — синтетичний препарат, який є гуманізованим моноклональним антитілом до ліганду запрограмованої клітинної смерті-1, який застосовується внутрішньовенно. Атезолізумаб розроблений у лабораторії компанії «Genentech», яка є підрозділом компанії «Roche». Препарат отримав схвалення FDA 18 травня 2016 року, та виробляється компанією «Roche» під торговельною назвою «Тецентрик».

## Фармакологічні властивості
Атезолізумаб — синтетичний лікарський препарат, який є гуманізованим моноклональним антитілом до ліганду запрограмованої клітинної смерті-1. Механізм дії препарату полягає у зв'язуванні із PD-L1, та блокує його взаємодію із рецептором запрограмованої клітинної смерті PD-1 та B7.1, що спричинює припинення пригнічення імунної відповіді, опосередковане PD-L1/PD-1, наслідком чого є реактивація протипухлинного імунтету, а в подальшому лізис пухлини. Атезолізумаб застосовується при раку сечового мухура та недрібноклітинному раку легень, причому його застосування у клінічних дослідженнях стало значно ефективнішим, ніж застосування доцетакселу. Незважаючи на те, що в клінічних дослідженнях не досягнуто кінцевої точки, яка мала полягати у збільшенні виживання пацієнтів із раком сечового міхура, при застосуванні атезолізумабу медіана тривалості відповіді до лікування препаратом збільшувалась у 3 рази (до 21,7 місяців) проти лікування доцетакселом (7,4 місяця). При недрібноклітинному раку легень атезолізумаб показав найвищу ефективність у клінічних дослідженнях при застосуванні разом із бевацизумабом та традиційною хіміотерапією.

### Фармакокінетика
Атезолізумаб повільно розподіляється в організмі після внутрішньовенної ін'єкції. Біодоступність препарату становить 100 %. Атезолізумаб може проникати через плацентарний бар'єр, даних за проникнення препарату в грудне молоко немає. Метаболізм та шляхи виведення препарату з організму не визначені. Період напіввиведення атезолізумабу з організму становить у середньому 27 діб, і цей час не змінюється при печінковій та нирковій недостатності, а також у хворих різних вікових груп.

## Покази до застосування
Атезолізумаб застосовують для лікування місцево поширеної або метастатичної уроепітеліальної карциноми та метастатичного недрібноклітинного раку легень при прогресуванні захворювання під час або після хіміотерапевтичного лікування із застосуванням препаратів платини.

## Побічна дія
При застосуванні атезолізумабу найчастішими побічними ефектами є загальна слабкість, зниження апетиту, задишка, кашель, нудота, запор, болі у м'язах та кістках. Іншими побічними ефектами препарату є:
- Алергічні реакції та з боку шкірних покривів — шкірний висип, свербіж шкіри, гарячка, шкірні алергічні реакції.
- З боку травної системи — блювання, діарея, біль у животі, гепатит, коліт, панкреатит, перфорація тонкої кишки.
- З боку нервової системи — синдром Гієна — Барре, неінфекційний менінгіт, неінфекційний енцефаліт, міастенічний синдром.
- З боку серцево-судинної системи — артеріальна гіпотензія.
- З боку дихальної системи — закладеність носа, пневмоніт.
- З боку ендокринної системи — гіпертиреоз, гіпотиреоз, гіпофізит, наднирникова недостатність, цукровий діабет.
- Зміни в лабораторних аналізах — анемія, тромбоцитопенія, лімфопенія, підвищення активності ферментів печінки, підвищення рівня білірубіну в крові, підвищення рівня сечовини і креатиніну в крові, гіперглікемія, гіпермагніємія, гіперкаліємія, гіпонатріємія, гіпофосфатемія.
- Інші побічні ефекти — грипоподібний синдром, інфузійні реакції.

## Протипоказання
Атезолізумаб протипоказаний при застосуванні при підвищеній чутливості до препарату, у віці до 18 років, при вагітності та годуванні грудьми. З обережністю препарат застосовується при важкій печінковій або нирковій недостатності.

## Форми випуску
Атезолізумаб випускається у вигляді концентрату для приготування розчину для інфузій у флаконах по 20 мл із вмістом діючої речовини 60 мг/мл.